# Sankt Peter-Ording

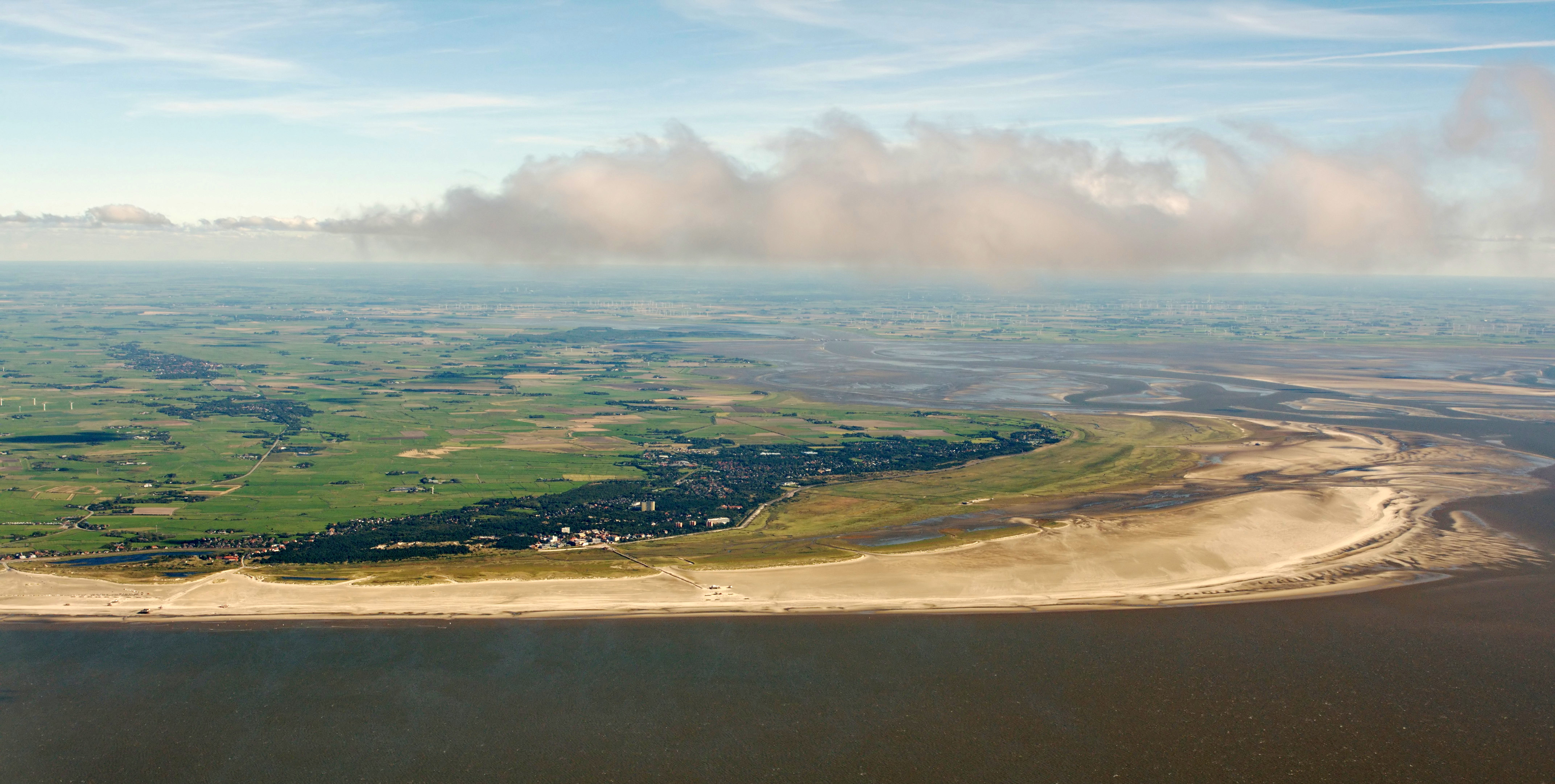
St. Peter-Ording

Sankt Peter-Ording – gmina uzdrowiskowa w Niemczech, w kraju związkowym Szlezwik-Holsztyn, w powiecie Nordfriesland, wchodzi w skład urzędu Eiderstedt.